# Ocydromus schmidti mequignoni
Ocydromus schmidti mequignoni é uma subespécie de insetos coleópteros pertencente à família Carabidae.
A autoridade científica da subespécie é Colas, tendo sido descrita no ano de 1939.
Trata-se de uma subespécie presente no território português.